# Nowhere (film 2023)
Nowhere è un film del 2023 diretto da Albert Pintó.

## Trama
In un futuro prossimo non meglio specificato, si è scatenata una crisi globale che ha causato una carenza di beni di prima necessità. Vige un governo tirannico che, nel tentativo di controllare la carenza di risorse, ha imposto il sistematico massacro di bambini, anziani e donne incinte per cercare di contenere la popolazione. Ciò genera numerosi dissensi repressi con la violenza e migrazioni  clandestine verso Irlanda, Islanda e Norvegia, unici Paesi europei che sono riusciti a controllare la crisi e mantenere un governo democratico. 
Mia e Nico sono una coppia spagnola prossima ad avere una bambina, che pianificano di scappare in Irlanda su una nave cargo. Sono ancora traumatizzati dalla perdita della loro figlia Uma, prelevata dai militari e presumibilmente uccisa. 
La coppia sale con altri rifugiati su un container apposito, che viene trasportato su un camion. Tuttavia, a causa di un errore, dei contrabbandieri costringono in un secondo momento Nico a salire su un altro container. Al posto di blocco, i militari scoprono il nascondiglio dei rifugiati sul camion in cui si trova Mia e massacrano brutalmente tutti tranne la donna, che riesce a rifugiarsi inosservata su una pila di casse.
Tutti i container vengono caricati su una nave ma, durante la traversata, si scatena una tempesta che fa cadere nell'oceano diversi container, tra cui quello di Mia. La donna deve sfruttare i pochi oggetti a disposizione per sopravvivere e si accorge che il container si riempie lentamente d'acqua a causa di alcuni fori. Attraverso un buco assiste a un altro container pieno di rifugiati, simile a quello in cui si trovava Nico, che sprofonda in acqua e medita di suicidarsi prima di cambiare idea per il benessere della figlia che porta in grembo. Dopo diversi giorni, Mia riceve una chiamata da Nico, che è arrivato a destinazione, e gli spiega quanto accaduto; lui promette di trovare un modo per salvarla.
Di notte, durante una tempesta, Mia partorisce la figlia, che chiama Noa. Trascorre le giornate cercando di praticare un foro sul tetto del container e, per sopravvivere, arriva a nutrirsi della placenta. A causa del suo stato indebolito, Mia ha delle allucinazioni di Uma; la donna si accusa della sua morte, in quanto le aveva concesso di uscire brevemente di casa nonostante avrebbe dovuto tenerla nascosta, e  ciò aveva portato i militari a individuarla e prelevarla. Mia trova un modo per mantenersi all'asciutto in alcune casse nonostante il livello dell'acqua sia in salita, pratica un'apertura sul tetto del container, si sutura con successo una ferita alla gamba e riesce a catturare dei pesci usando una rete improvvisata.
Dopo una ventina di giorni alla deriva, Mia riceve una chiamata da Nico, il quale le rivela che, nel tentativo di rintracciarla, è stato scoperto dai militari e, pur essendo riuscito a fuggire, è stato ferito mortalmente. Pur essendo devastata, Mia gli parla della nascita di Noa e lui esorta la moglie a non arrendersi per raggiungere l'Irlanda con la figlia.
Quando il container affonda, Mia riesce a uscire in tempo dopo aver costruito una zattera improvvisata grande a sufficienza per contenere Noa. Qualche tempo dopo, una famiglia irlandese su una barca da pesca individua la zattera e salva Noa, oltre che ripescare Mia dall'acqua, priva di vita. La donna viene rianimata e, insieme alla figlia, condotta in Irlanda.

## Distribuzione
Il film è stato distribuito sulla piattaforma Netflix a partire dal 29 settembre 2023.